# Dopolavoro Aziendale Pellizzari 1942-1943
Questa voce raccoglie le informazioni riguardanti il Dopolavoro Aziendale Pellizzari nelle competizioni ufficiali della stagione 1942-1943.

## Rosa
| N. |                   | Ruolo | Calciatore       |
| -- | ----------------- | ----- | ---------------- |
|    | Italia (bandiera) | C     | A. Baldisserotto |
|    | Italia (bandiera) | C     | R. Bruna         |
|    | Italia (bandiera) | A     | A. Brusarosco    |
|    | Italia (bandiera) | P     | Sergio Caneva    |
|    | Italia (bandiera) | C     | B. Carraro       |
|    | Italia (bandiera) | A     | R. Cazzavillan   |
|    | Italia (bandiera) | P     | Gino Chiarello   |
|    | Italia (bandiera) | C     | M. Colbacchini   |
|    | Italia (bandiera) | A     | V. De Gori       |
|    | Italia (bandiera) | C     | Franco Franchi   |
|    | Italia (bandiera) | C     | R. Franchin      |
|    | Italia (bandiera) | A     | Guido Giacomello |
|    | Italia (bandiera) | C     | M. Gianesello    |
|    | Italia (bandiera) | C     | L. Giminiani     |
|    | Italia (bandiera) | C     | C. Malnati       |

| N. |                   | Ruolo | Calciatore        |
| -- | ----------------- | ----- | ----------------- |
|    | Italia (bandiera) | C     | T. Marchetto      |
|    | Italia (bandiera) | C     | Giovanni Moretto  |
|    | Italia (bandiera) | P     | A. Nuciari        |
|    | Italia (bandiera) | C     | G. Parise         |
|    | Italia (bandiera) | D     | Antonio Perraro   |
|    | Italia (bandiera) | C     | S. Rambadelli     |
|    | Italia (bandiera) | C     | Benvenuto Ronzani |
|    | Italia (bandiera) | D     | V. Rossettini     |
|    | Italia (bandiera) | C     | Rino Savio        |
|    | Italia (bandiera) | A     | L. Speggero       |
|    | Italia (bandiera) | P     | P. Taglier        |
|    | Italia (bandiera) | C     | Rinaldo Vanzo     |
|    | Italia (bandiera) | C     | V. Voltolin       |
|    | Italia (bandiera) | A     | Gastone Zoso      |